# Hedvig Björkman
Hedvig Maria Johanna Björkman, född 16 december 1861 i Mönsterås socken, Kalmar län, död 22 mars 1933 i Hedvig Eleonora församling i Stockholm, var en svensk konstnär och mönsterritare.
Hon var dotter till generalmajoren Pehr Samuel Wilhelm Björkman och Elisabeth af Pontin. Björkman studerade vid Cederströms och Börjesons målarskolor i Stockholm 1891 och för Carl Larsson vid Valands målarskola 1892. Hon medverkade i Stockholmsutställningen 1897 och Parisutställningen 1900. I början av 1920-talet utförde hon en serie målade bonader med motiv från Kalmar regementes historia som placerades på dåvarande Kalmar regementes officerspaviljong i Eksjö. Hon utförde ett 40-tal vinjettbilder samt illustrationer till Folke Rudelius bokverk Kalmar regementes chefer 1623–1907 samt Rudelius berättelse Cecilias Bures friare. Som mönsterritare ritade hon kartongerna till bland annat Drottningar i Kungshälla. Björkman är representerad vid Kalmar konstmuseum. Hon är begravd på Norra begravningsplatsen utanför Stockholm.